# ANA Aeroportos de Portugal S.A.
Aeroportos de Portugal (ANA, letterlijk: "Luchthavens van Portugal") is de nationale luchthavenautoriteit van Portugal. Het heeft een aantal Portugese luchthavens in beheer, waaronder de grootste van het land: Luchthaven Portela in Lissabon. Het hoofdkantoor van het bedrijf bevindt zich op die luchthaven. Het bedrijf beheert een aantal bedrijven in de luchtvaartsector. Het werd opgericht in 1998 nadat het oude Empresa Pública Aeroportes e Navegação Aérea (waar de afkorting ANA vandaan komt) in twee aparte bedrijven werd opgedeeld. De diensten die het bedrijf levert zijn gericht op het helpen van de burgerluchtvaart op de luchthavens.

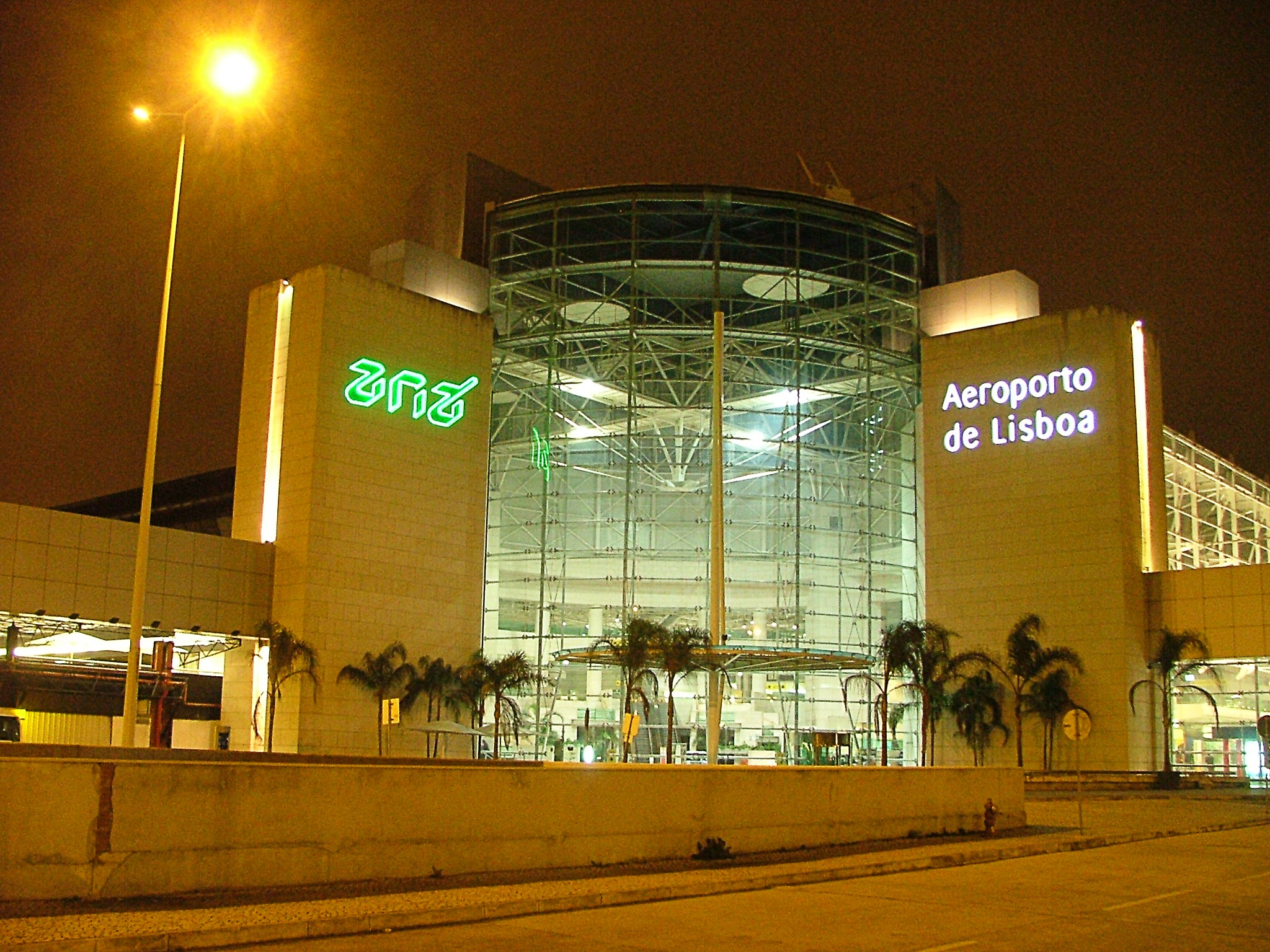
Luchthaven Portela, met het logo van ANA

## Luchthavens van ANA
- Beja
- Faro
- Flores
- Horta
- Lissabon
- Ponta Delgada
- Porto
- Santa Maria